# 앨프리드 에이호
앨프리드 에이호(Alfred V. Aho, 1941년 8월 9일 ~ )는 컴퓨터 과학자로 미국 컬럼비아 대학교의 컴퓨터 과학과 교수이다. 1995년부터 1997년까지, 그리고 2003년에 컬럼비아 대학의 컴퓨터 과학 부문 부문장을 역임했다. 컬럼비아 대학 교수가 되기 전에는 벨 연구소 컴퓨터 과학 연구센터 부소장을 지냈다. 또한 전미 과학재단, ACM 등에서도 활동했다.
캐나다 토론토 대학교에서 응용물리학을 공부했고, 미국 프린스턴 대학교 전기공학/컴퓨터과학 박사학위를 취득했다. 에이호의 현재 연구분야는 양자컴퓨터 프로그래밍 언어, 알고리즘 등이다.

## 업적
피터 와인버거, 브라이언 커니핸과 AWK 프로그래밍 언어를 만든 것으로 유명하다. (AWK의 A는 Aho에서 따온 것이다.) 또한 유닉스 문자열 검색 툴인 egrep, fgrep 의 최초버전을 개발했다. 또한 제프리 울먼(Jeffrey Ullman), 존 홉크로포드 등과 같이 컴퓨터 과학과 연관된 다수의 교과서를 집필하고 있다.

## 같이 보기
- 에이호-코라식 알고리즘